# 澡溪乡
澡溪乡，是中华人民共和国江西省宜春市奉新县下辖的一个乡镇级行政单位。

## 行政区划
澡溪乡下辖以下地区：
澡面村、黄石村、下坳村、东南村、杨坪村、株梓村、九仙村和坑头村。